# 世上最幸福的事
《7 ELEVEN【單身教我的7件事】Lesson 6~世上最幸福的事》是台灣統一超商以單身為主題的系列形象廣告《7 ELEVEN【單身教我的7件事】》中的第六則廣告，廣告由電通國華製作，於2015年11月初推出。廣告影片講述梁傑理飾演的男主角蕭博駿被他的女朋友使喚，在統一超商替她購物和辦事，並且願意在分手之後持續替她做事的故事。廣告推出後，蕭博駿被當作工具般使用的情節引起諸多批評，使得官方迅速將影片撤下，蕭博駿也成為「工具人」的代名詞。

## 製作
台灣統一超商於2014年起開始推出《7 ELEVEN【單身教我的7件事】》系列形象廣告，系列中包含六個廣告，分別描述一個單身者的故事，主題皆在闡述「即使單身也可以很幸福」，並邀請大眾分享自己的單身故事做為「第七件事」。系列中的第六個廣告《世上最幸福的事》由電通國華製作；在製作階段，不少看完提案的男同事都感到不舒服，不過提出的意見遭到女性主管和女性同事們否決。廣告的男主角蕭博駿由梁傑理飾演，女主角由黃栩薇飾演。在這部廣告前，梁傑理曾做過攝影助理和場記等幕後工作，演出過電影《花漾》（2012年）、《醉·生夢死》（2015年）等作品，但皆是無足輕重的小角色。梁傑理在拍攝《世上最幸福的事》前，經歷了一整年沒有工作的生活，並將該廣告視為自己的告別作。

## 劇情
廣告描述女主角一次又一次地使喚男朋友蕭博駿，要他替自己辦事，包括搶演唱會門票、繳交電話費、買餅乾等，這些事都是蕭博駿在統一超商內一手包辦。在女主角與蕭博駿分手後的某個深夜，蕭博駿接到女主角的電話，要他去買演唱會的票，蕭博駿買到一張票並交給女主角後，女主角拜託蕭博駿再替她的現任男友買一張，蕭博駿答應後回去排隊買票。此時一旁的店員質疑蕭博駿為什麼和女方分手了還要替她買東西，蕭博駿回答：「誰說分手就不能幫她做事情的啊。」廣告結尾的字幕顯示「世上最幸福的事：只要她快樂，我也就快樂了」。

## 反響
廣告中的男主角蕭博駿在被女友使喚的期間毫無怨言，即使分手也心甘情願為前女友付出的情節引起了爭議，諸多網友給出的負面評價使得廣告在上架後五個小時內就被撤下。評論包括女主角是綠茶婊、7-11不該宣傳錯誤觀念、女主角個性過於極端、廣告是「工具人代表作」等，而男主角也因為被當作工具使喚，成為工具人的代名詞。影評人膝關節表示，這支廣告如果被當作一種價值觀而非人生百態來宣傳，自己是無法接受的；作家朱宥勳表示如果要挽回這則備受負評的廣告，應該讓男主角得到救贖，並指出如果缺乏救贖，廣告會變得像在虐待觀眾；臺左維新成員周維理認為廣告強化了男性萬能、女性無能的形象，加深性別刻板印象，並指出「台灣真正的工具人其實是女性」。雖然受到諸多指責，不過這則廣告受到藝人許維恩的好評，她表示在看完廣告後很感動。在廣告推出後，一些文章試圖分析蕭博駿作為一個「工具人」的動機和心理、以「蕭博駿歌單」為題列出二十首描述了工具人處境的歌曲，律師呂秋遠則認為蕭博駿與女友的關係如同台美關係，表示台灣對美國而言就是工具人。文史工作者管仁健則認為該廣告的推出是有意為之，目的在引發爭議以蓋過同一期間推出的朱立倫競選廣告的討論。
在廣告被撤下後，有工作人員在Facebook頁面發表文章，透露廣告是為了效果才將情節戲劇化，希望觀眾不要太過嚴肅，並表示片中的蕭博駿是廣告製片阿駿的本名，而阿駿因為經常面臨代理商、導演和工作人員的各種要求，使得他有著類似蕭博駿的際遇，不過阿駿總是像蕭博駿一樣樂觀面對。經過工作人員的說明，一些原本批評的網友轉而讚賞製片是暖男，並希望能得到製片的聯絡方式。
雖然廣告本身受到不少負評，但也引起有關暖男的討論話題，而飾演廣告主角蕭博駿的梁傑理因此而受到關注，他將自己的Facebook個人頁面名稱改為「蕭博駿」，表示「4年前，女生都夢想有個李大仁；4年後，女生都夢想有個蕭博駿」。此外他也接到愛滋病觀念宣導影片的演出，以及更多的電視和電影試鏡邀約，之後，他參與電影《记忆大师》（2017年）的演出。

## 外部連結
- YouTube上的（HD 備份）7 ELEVEN【單身教我的7件事】Lesson 6~世上最幸福